# Шмидт, Рихард (фехтовальщик)
Рихард Шмидт (нем. Richard Schmidt, род. 10 июля 1992 года, Таубербишофсхайм, Баден-Вюртемберг, Германия) — немецкий фехтовальщик на шпагах. Бронзовый призёр чемпионата мира 2017 года и чемпионата Европы 2018 года в личной шпаге, двукратный чемпион Германии.

## Биография
Рихард Шмидт родился 10 июля 1992 года в Таубербишофсхайме, земля Баден-Вюртемберг.
Первого успеха немец достиг в 2012 году, когда впервые в карьере выиграл национальный чемпионат. В 2016 году Рихард смог во второй раз стать чемпионом Германии .
Однако самого значимого успеха Рихард добился в 2017 году, когда он стал третьим в личном первенстве на домашнем чемпионате мира, находясь в рейтинге Международной федерации фехтования FIE на 135-м месте .
Через год Рихард стал бронзовым призёром европейского чемпионата в личной шпаге.

## Лучшие результаты

### Чемпионаты мира
Бронза — чемпионат мира 2017 года (Лейпциг, Германия)

### Чемпионаты Европы
Бронза — чемпионат Европы 2018 года (Нови-Сад, Сербия)